# Realtek
Realtek Semiconductor Corp. (Chino tradicional: 瑞昱半導體股份有限公司), es un fabricante Fabless de semiconductores con sede central en el Hsinchu Science and Industrial Park, Hsinchu, Taiwán. Fue fundada en octubre de 1987, y comenzó a cotizar en la Bolsa de Taiwán en 1998.
Realtek actualmente fabrica y vende una variedad de microchips a nivel mundial y sus líneas de productos se dividen en tres categorías: circuitos integrados de redes de comunicaciones, de periféricos de computadoras y de uso multimedia. Hasta 2017, Realtek emplea a 4000 personas, de las cuales el 78% trabaja en investigación y desarrollo.

## Productos
Realtek fabrica y vende una amplia variedad de productos en todo el mundo, y sus líneas de productos pueden clasificarse en dos subdivisiones: circuitos integrados para Comunicaciones en Red, y circuitos integrados Multimedia y de periféricos de ordenador. Entre los primeros tenemos controladores de interfaz de redes (tanto los controladores tradicionales Ethernet 10/100M como los más avanzados para Gigabit Ethernet), controladores de Nivel físico (PHYceivers), controladores de switch de red, controladores de gateway, chips para WLAN, así como controladores de routers ADSL. En particular, la serie Realtek RTL8139 de controladores 10/100M Fast Ethernet se lanzó al mercado a finales de los 90, y continuó teniendo una importante, y finalmente predominante, cuota del mercado mundial en los siguientes años. Los dispositivos catalogados como chips para Multimedia y periféricos consisten en el tradicional Códec de audio AC97, los codecs de audio de Alta Definición, controladores de lectores de tarjetas flash, generadores de reloj, chips IEEE 1394, y controladores LCD.
El producto de Realtek más destacado son los controladores Ethernet 10/100M, con una cuota de mercado mundial del 70% a partir de 2003, y los códecs de audio AC97, con una cuota de mercado del 50%, concentrado principalmente en el segmento OEM de chips en placa madre del mercado del audio. Actualmente los Realtek ALC850 y Realtek RTL8139 son los favoritos del mercado OEM, ofreciendo precios bajos por las prestaciones básicas. Las tarjetas de red basadas en el RTL8139 son apodadas "crab cards" (tarjetas de cangrejo) en Taiwán, refiriéndose a la similitud con un cangrejo del logo de Realtek.
Se ha anunciado o proyectado, en varias ocasiones, que Realtek planea centrar sus recursos de I+D en el campo de las tecnologías de la televisión digital, así como en las tecnologías de redes inalámbicas avanzadas como comunicaciones Ultrawideband (UWB) y el todavía pendiente estándar 802.11n. Parece claro que Realtek ha puesto el ojo en el Santo Grial de anticipar las nuevas aplicaciones y necesidades derivada del concepto de hogar digital propuesto por Intel.

## Premios
El controlador Fast Ethernet en un solo chip Realtek RTL8139, recibió en el Computex de Taipéi 1997 los premios "Best Component" y "Best of Show". Siete años después, su solución de banda dual y triple modo WLAN, que incluye un procesador de banda base / controlador de acceso a medios Realtek RTL8185L y un chip de radiofrecuencia Realtek RTL8255, ganó el “Best Choice of Computex” en el Computex-Taipei 2004.

## Revisión de productos

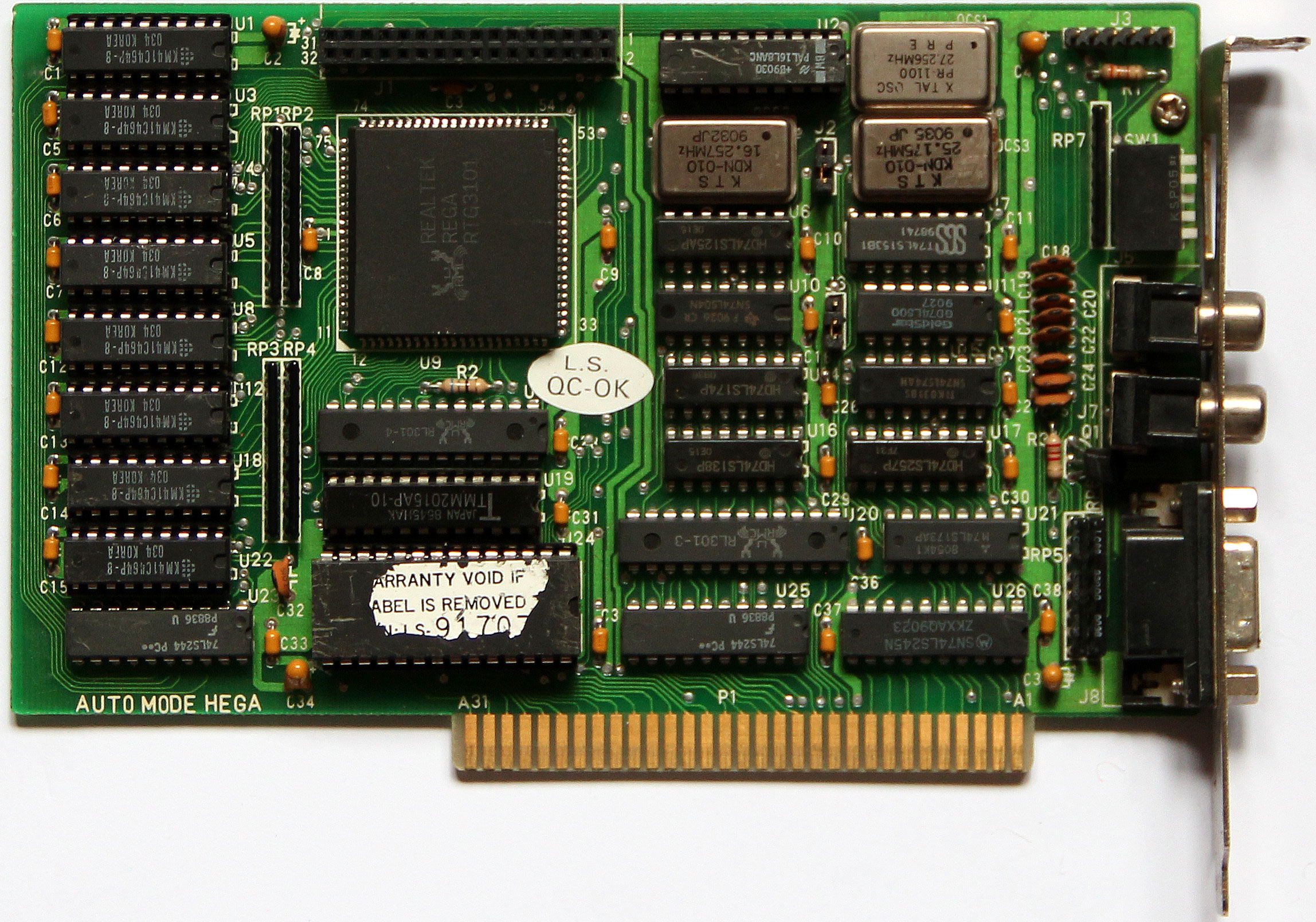
Tarjeta gráfica Realtek Rega RTG3101

Los productos de Realtek han recibido varias críticas. En el código fuente del kernel del sistema operativo FreeBSD, el comentario es "las tarjetas de red PCI Realtek RTL8139 redefinen el significado de 'gama baja'. El 8139 soporta bus-master DMA, pero tiene una interfaz tan mala que anula cualquier ganancia en el rendimiento que generalmente ofrece usar bus-master DMA." Sin embargo el desarrollador de OpenBSD Theo de Raadt dijo acerca de Realtek: "los (nuevos) chips Gigabit Ethernet de Realtek no son demasiado malos en absoluto, y hay montones de documentación. Puede que los productos de Taiwán tarden en llegar al mercado, pero son simples y robustos una vez se hacen con él".